# Dan Blackburn
Daniel Blackburn (* 20. Mai 1983 in Montreal, Québec) ist ein ehemaliger kanadischer Eishockeytorwart. Während seiner Karriere spielte er zwischen 2001 und 2003 unter anderem für die New York Rangers in der National Hockey League.

## Karriere
Dan Blackburn wurde NHL Entry Draft 2001 von den New York Rangers in der ersten Runde an zehnter Position ausgewählt. Er kam auch gleich in der Saison 2001/02 zum Einsatz als Back up-Goalie hinter Mike Richter und absolvierte 31 Spiele. Für seine gute Leistung wurde er in das NHL All-Rookie Team gewählt. In der folgenden Saison war er die Nummer 2 bei den Rangers hinter Mike Dunham.
Die darauffolgende Spielzeit verlief nicht besonders positiv. Auf Grund einer Schulterverletzung verpasste Blackburn die komplette Saison 2003/04. Im nächsten Jahr kam er auch nicht in der NHL zum Einsatz, da die Saison wegen des Lockout abgesagt wurde. In der Zeit spielte er in der ECHL bei den Victoria Salmon Kings.
Einen Monat vor Beginn der NHL-Saison 2005/06 stellte sich die langwierige Schulterverletzung, die ihn plagte, sogar als noch schlimmer heraus als sie eigentlich schon war. Dan Blackburn hatte einen Nervenschaden in der linken Schulter erlitten. Am 25. September 2005 musste Dan Blackburn seine aussichtsreiche Karriere im Alter von gerade mal 22 Jahren beenden.
Nach dem Ende seiner Karriere wurde Blackburn Manager des Goaltender Development Institute, das sich für die Förderung und Ausbildung von Eishockeytorhütern einsetzt.

## Erfolge und Auszeichnungen
| - 1998 AJHL Scholastic Player of the Year - 1999 AJHL Scholastic Player of the Year - 2000 Bronzemedaille bei der World U-17 Hockey Challenge - 2000 Jim Piggott Memorial Trophy - 2000 WHL Playoff MVP - 2000 CHL Rookie of the Year - 2001 CHL Top Prospects Game | - 2001 WHL East First All-Star Team - 2001 CHL First All-Star Team - 2001 Del Wilson Trophy - 2001 CHL Goaltender of the Year - 2002 NHL YoungStars Game - 2002 NHL All-Rookie Team |

## Statistik
(Legende zur Torhüterstatistik: GP oder Sp = Spiele insgesamt; W oder S = Siege; L oder N = Niederlagen; T oder U oder OT = Unentschieden oder Overtime- bzw. Shootout-Niederlage; Min. = Minuten; SOG oder SaT = Schüsse aufs Tor; GA oder GT = Gegentore; SO = Shutouts; GAA oder GTS = Gegentorschnitt; Sv% oder SVS% = Fangquote; EN = Empty Net Goal; 1 Play-downs/Relegation; Kursiv: Statistik nicht vollständig)

## Sonstiges
- Blackburn ist der fünftjüngste Goalie, der je in der Geschichte der NHL zum Einsatz kam (18 Jahre und 143 Tage) und der drittjüngste, der einen Sieg feiern konnte (18 Jahre und 148 Tage)
- Blackburn beendete seine Karriere im September 2005 im Alter von 22 Jahren, aber sein letztes Spiel in der NHL machte er schon am 5. April 2003 im Alter von 19 Jahren